# Sinthusa privata
Sinthusa privata är en fjärilsart som beskrevs av Hans Fruhstorfer 1912. Sinthusa privata ingår i släktet Sinthusa och familjen juvelvingar. Inga underarter finns listade i Catalogue of Life.